# Adelmo Duarte
Adelmo Duarte Ribeiro (Lajedo, 24 de junho de 1950 —Lajedo, 16 de junho de 2021) foi um político brasileiro. Ocupou por duas vezes o cargo de deputado estadual pelo Estado de Pernambuco e foi o prefeito, em três oportunidades, do município de Lajedo.

## História
Oriundo de uma humilde família de agricultores, Adelmo Duarte sempre esteve ligado aos movimentos sociais de sua região. Na juventude militou em diversas cooperativas rurais e no Sindicato dos Trabalhadores Rurais de Lajedo, sendo eleito em 1978, aos 28 anos de idade, o vereador proporcionalmente mais votado no município de Lajedo, com mais 20% dos votos válidos.[carece de fontes?]
Em 1982 foi eleito Prefeito do Município de Lajedo (1982/1988) sendo conduzido pelo povo lajedense a um segundo mandato (1992/1996). Eleito Deputado Estadual (Partido Social Democrata Cristão) no ano de 2002, com a quantia de 26.314 votos, em seu segundo mandato, pelo Democratas, foi referendado por 35.555 eleitores.[carece de fontes?]
Em 2020, disputou o cargo de Prefeito pelo Partido Social Democrático e foi eleito com 11.600 votos (49,04%) para o quadriênio 2021-2024, porém, não terminou o mandato, pois morreu em junho de 2021.

## Morte
Morreu no dia 16 de junho de 2021 de ataque cardíaco.